# ТЕЦ Рас-Танура (PCPC)
26°41′31″ пн. ш. 50°6′6″ сх. д. / 26.69194° пн. ш. 50.10167° сх. д.
ТЕЦ Рас-Танура (PCPC) — теплова електростанція на сході Саудівської Аравії, яка обслуговує нафтопереробний завод у Рас-Танура.
В 2017-му в межах проекту ввели в дію дві газові турбіни потужністю по 178 МВт.
Відпрацьовані турбінами гази живлять два котли-утилізатори, які здатні продукувати по 302 тони на пари на годину, що використовується у технологічному циклі НПЗ.
Як паливо станція використовує природний газ. Джерелом останнього в районі Рас-Танура може бути трубопровідний коридор Утманія — Беррі.
Проект реалізували через Power Cogeneration Plant Company (PCPC), засновниками якої виступили власник НПЗ Saudi Aramco (50 %), японські Marubeni та JGC Holdings (25 % та 15 % відповідно), а також Aljomaih Holding (10 %).
Можливо також відзначити, що неподалік розташована інша теплоелектроцентраль, що обслуговує той же нафтопереробний завод та належить компанії Tihama.